# Arisaema macrospathum
Arisaema macrospathum är en kallaväxtart som beskrevs av George Bentham. Arisaema macrospathum ingår i släktet Arisaema och familjen kallaväxter. Inga underarter finns listade.